# Joe Thuney
(en) Statistiques sur pro-football-reference
Joseph « Joe » Thuney, né le 18 novembre 1992 à Centerville, Ohio, est un sportif professionnel américain de football américain jouant au poste d'offensive guard dans la National Football League (NFL) depuis la saison 2016 et chez les Bears de Chicago dès 2025.
Sélectionné lors du troisième tour de la draft 2016 de la NFL par les Patriots de la Nouvelle-Angleterre, il y joue pendant quatre saisons (2016-2019), y remportant les Super Bowls LI et LIII. Il rejoint les Chiefs de Kansas City dès la saison 2021 avec qui il remporte les Super Bowls LVII et LVIII et les Bears de Chicago en 2025. 
Auparavant, au niveau universitaire, il a joué pendant cinq saisons (2011-2015) pour le Wolpack de l'université d'État de Caroline du Nord dans la NCAA Division I FBS.

## Biographie

### Jeunesse
Joe Thuney est le fils de Mike et Beth qui l'ont élevé avec leurs trois autres enfants, Monica, Eric et Megan, à Centerville dans l'État de l'Ohio. Thuney y fréquente l'école catholique Incarnation avant de devenir membre de deux équipes de division 4 du championnat de son État au lycée Archbishop Alter High School (en). En tant que senior, il est désigné meilleur joueur de ligne offensive de cette ligne ainsi que président de sa classe senior.

### Carrière universitaire
Thuney joue avec parcimonie avec le Wolfpack de North Carolina State au cours de sa première année. Initialement considéré comme titulaire au poste de centre pour sa deuxième saison, il commence le premier match au poste d'offensive tackle droit mais est replacé à gauche pour le reste de la saison dès son deuxième match[5] Au cours de sa troisième année, il joue au poste d'offensive guard gauche mais est replacé au poste d'offensive tackle gauche pour sa dernière saison universitaire.
Il devient le premier joueur de ligne offensive de NC State à être désigné joueur All-American depuis Jim Ritcher en 1979. Il termine finaliste du trophée Campbell, récompensant la meilleure combinaison d'études, de service communautaire et de performance sur le terrain. Il obtient son diplôme à NC State en seulement trois ans. Le journaliste de la NFL Matt Verderame a affirmé que lorsque Thuney a passé le Wonderlic Personnel Test lors du NFL Scouting Combine, il avait évité de répondre à de nombreuses questions pour ne pas paraître trop intelligent.

### Carrière professionnelle

#### Patriots de la Nouvelle-Angleterre
Thuney est sélectionné par les Patriots de la Nouvelle-Angleterre en 78e position lors du troisième tour de la draft 2016 de la NFL. Lors du camp d'entraînement, il gagne la place de titulaire au poste de guard gauche et reste titulaire lors de toutes les rencontres de la saison 2016 de la NFL. Il remporte les Super Bowls LI et LIII avec les Patriots.

#### Chiefs de Kansas City
Après cinq saisons avec les Patriots, il signe le 15 mars 2021, un contrat de 5 ans pour un montant de 80 millions de dollars avec les Chiefs de Kansas City.
Thuney y joue au poste de left guard pendant la saison 2022. Les Chiefs accèdent et remportent 38 à 35 le Super Bowl LVII, Thuney aidant à tenir en échec la défense des Eagles de Philadelphie, la ligne offensive n'ayant concédé aucun sack. Il remporte ainsi sa troisième bague du Super Bowl et la première avec les Chiefs.
En 2023, Thuney obtient sa sélection dans la première équipe All-Pro. Lors du tour de division contre les Bills de Buffalo, Thuney se blesse au pectoral ce qui l'empêche de jouer les autres matchs de séries éliminatoires. Sans Thuney, les Chiefs remportent 25 à 22 le Super Bowl LVIII disputé contre les 49ers de San Francisco, offrant à Thuney sa quatrième bague de Super Bowl.
Le 17 juillet 2024, Thuney est placé sur la liste des joueurs actifs/physiquement incapables de jouer (PUP). Il est réactivé le 28 juillet 2024. En 2024, Thuney aide les Chiefs à atteindre le Super Bowl LIX perdu 40 à 22 contre les Eagles.

### Bears de Chicago
Le 12 mars 2025, Thuney est échangé aux Bears de Chicago contre un choix de 4e tour de la draft 2026.